# 溫泉 (船匠)
溫泉，SLM（1950年—），澳門退休資深造船工匠，澳門造船工會前主席，2011年銀蓮花榮譽勳章得主。自2014年起，溫泉以「大船細作」的方式製作帆船模型，在澳門歷史檔案館門外定期陳列逼真的模型作品，展現瀕臨消失的造船工藝。他亦擔任文化局主辦課程的義務導師，教授學員澳門的造船工藝、歷史和文化。

## 早年經歷
溫泉生於一個漁民家庭，童年在當時船廠林立、有百多年造船史的造船區提督馬路一帶長大，他的父母在他小時期每天都長時間出海工作。在14歲那一年，他輟學去學習木工，以成為一名建築學徒為目標。學師三年後，由於一二三事件的後遺症影響，澳門的建築業步入低迷，新樓工程大減，很多建築工人不是失業就是轉換行業，被事件影響的溫泉失去了工作機會。

## 投入造船業
在溫泉18歲的時候，他的父親開始在船廠負責拆卸廢舊船隻變賣木柴的工作，跟着父親在船廠幫忙的溫泉被船隻複雜的構造深深吸引。溫泉說，當時澳門造船業開始興旺，加上自己對船也有一種特殊感情，而且父母也曾是漁民，於是決定到船廠學師。
一年後，溫泉當上了造船學徒，開始正式學習造船，並且花了比一般學徒少一年半的時間便迅速地進入下一階段，學習捕蝦船發動機室和外部結構的建造，後來獲船廠聘任為造船匠。溫泉說，當年入行要求非常嚴格，新學徒在滿師後要到造船工會登記才能正式成為造船匠，以確保行業聲譽。當時船廠內的同事之間充滿競爭和排擠，溫泉在第一間船廠因敵不過競爭對手而被辭退，經友人介紹後在另一間船廠學會與同事打好關係。後來溫泉更成為了資深師傅，介紹了不少新人入行，又積極提攜後輩。

## 見證行業興衰
澳門造船工業都支撐著當地的捕魚業，捕魚業的興衰亦影響了造船業。1970年代，正值帆船由風力驅動轉為機械驅動的變革時期，大批漁船紛紛到船廠更新，帶動了當地造船業的發展。當時有媒體指出，在各行業不景氣時，唯造船業一枝獨秀，且一躍成為華南地區甚具規模的木質漁船建造中心。由於香港、中國大陸很多漁民都到澳門訂做船隻，加上本地漁船需求量較大，當時澳門的船廠超過40個，工人多達幾百人，手工木船年產量曾達380艘。後來由於全機動船比舊式船更加依賴石油，中國內地造船業逐漸發展並對外開放，以及中東不穩局的勢導致油價上漲加重了漁民的負擔等原因，導致當地造船業出現衰退。中東戰爭結束後，油價回落，造船業亦再度興旺。
1970至80年代是澳門造船業的輝煌時期，船廠除建造一般漁船外，亦會建造貨船和參與建造政府船隻，溫泉曾參與工作的造船廠，最高紀錄是一年造24艘船，是當地船廠最高的造船量，可見當時造船業的興旺。
後來隨着木材價格上漲、漁業萎縮、澳門與中國大陸的船隻價格差距愈來愈大、以及鐵船正慢慢地取代木船的地位等原因，澳門造船業逐漸式微，大部分造船廠接連倒閉，也有部分廠主轉移到中國大陸設廠，不少本來收入穩定、薪酬比其他工匠高的船匠不是轉為臨時工，就是轉換行業，改為任職裝修工人、司機、保安等。
1988年，在船廠工作了二十多年的溫泉離職，到酒店擔任了三年的保安工作，直到行業景氣好轉才回到船廠工作。在酒店工作期間，他仍擔任造船工會要職，且有一段時間擔任工會主席，代表業界發聲和爭取權益，又加入工聯投身社會服務。
1990年代，澳門的海域由於珠江三角洲的發展而受到嚴重污染，加上當地用木材手工建造的漁船也無法和更具價格優勢的中國大陸船隻一較高下，曾經是澳門兩大行業的捕魚業和造船業最終走向了凋零。溫泉亦在1990年代退休，在20多年的造船生涯中，他一共建造了300多艘船隻。
2005年，澳門最後一家造船廠「荔枝碗船廠」建造了最後一艘船，意味著當地的造船行業已被淘汰。

## 傳承造船文化
2012年，當時身為造船工會理事長的溫泉說造船業關連漁民、船廠、木廠、鐵業以至所需物品的各種行業，是澳門重要的經濟行業亦是藝術，他希望澳門造船藝術能透過文字及展示等各種方式得以延續，讓居民以至後人認識本澳造船工藝水平，讓人知道漁船的製作方式及工序，以及不同類型的漁船、工具，以至造船業禁忌與通俗事情等。
2014年，温泉在澳門歷史檔案館舉行的《中國式風帆漁船製作》專題講座中擔任主講嘉賓，論述中國式漁船的製作、傳統中國式風帆漁船與西式機動漁船的比較以及澳門造船業發展的獨特內涵等內容。若半年後，溫泉打算親自製作數隻船模型送給朋友，於是在檔案館前的石櫈上露天工作，後來館長劉芳主動邀請他將工作地點移至館外的長廊，並且提供檯、櫈等設備。經商量後，雙方達成共識，簽訂了協議書，協議書的內容是館方允許溫泉在該處工作，並提供簡單的工具設備，而他願意將成品借給館方作展覽之用。若干個月後，他製造出逾十艘逼真的帆船模型，每個船模的製作時長平均為120個小時，溫泉憑藉記憶、經驗和手藝製作出來的帆船模型，除了大小尺寸差異懸殊外，與真正的帆船幾乎一樣。
2015年，澳門文化局舉辦了名為《匠心獨運──溫泉造船工藝展覽》的展覽，展出十多個由溫泉製作的帆船模型。
2016年，文化局主辦《造船工藝體驗班》，由温泉義務擔任導師，吸引了數十名年齡界乎於十六至六十五歲的澳門市民報名參加課程，最終取錄了八名學員，後來有六名學員完成課程及各自製作出一艘屬於他們自己的帆船模型。2017年，文化局於鄭家大屋內院展出學員們的作品。
溫泉認為，手工造船業由大變細、變精，轉化成另一種手作藝術可以創造出新的經濟價值，若號召造船老師傅重新投入，相信可以另一種新的方式讓技藝流傳。